# Whitbread Round The World Race 1973–1974
Det första äventyret 1973-1974. När det första skottet avlossades den 8 september 1973 stod 17 båtar i storlekarna 32-80 fot från sju olika länder, redo på startlinjen precis öster om Portsmouth hamnen. Men bara 14 båtar lyckades fullfölja resan. Sir Alec Rose, som fem år tidigare själv hade seglat runt världen, fick äran att fyra av startskottet. 1973 bestod racet av enbart fyra etapper. Portsmouth till Kapstaden; Kapstaden till Sydney; Sydney till Rio de Janeiro. Från Rio de Janeiro återvände tävlingen sedan till Portsmouth. Racet tog sammanlagt 144 dagar och den första båten gick i mål den 9 april 1974.
Vann gjorde det mexikanska syndikatet Sayula II, med Ramón Carlín som rorsman.